# Ненчо Кротков
Ненчо Николов Кротков е български революционер, деец на ВМОРО.

## Биография
Роден е на 14 октомври 1870 г. в тракийското село Маджура. Завършва началното си образование през 1888 г. във второкласното училище в Малко Търново. Взема участие в Мелнишкото въстание на Македонския комитет от 1895 г. От 1899 до 1902 г. се сражава на страната на бурите в Англо-бурската война.
Участва в Илинденско-Преображенското въстание през 1903 г. През 1912 г. се включва в Балканската война в Лозенградската партизанска дружина на Михаил Герджиков. При разделянето на отряда на две Кротков тръгва с четата (Втора рота) на Стоян Петров. Назначен е за охрана на района на селата Блаца, Маджура, Корфу колиби. През 1913 г. е назначен за председател на тричленната комисия (кмет) на Василико (от 1934 година Царево). В периода 1908 – 1913 учителства в родното си село, а от 1914 до 1917 г. е чиновник в околийското финансово управление на Василико. При село Бродилово е изненадан от гръцка чета и ранен на 14 места. От 1917 до 1918 г. работи към горската инспекция в окупирания от Българската армия по време на Първата световна война Ниш. Умира на 10 октомври 1966 г. в град Мичурин (името на Царево от 1950 до 1991 година).